# انقلاب 2012 في غينيا بيساو
في 12 أبريل 2012، وقع انقلاب عسكري في غينيا بيساو، وذلك بقيادة الجنرال مامادو توري كوروما، نائب رئيس الأركان، قبل حوالي أسبوعين من الجولة الثانية من الانتخابات الرئاسية المتنافس عليها بين كارلوس غوميز جونيور وكومبا يالا.

## تفاصيل الانقلاب
في 12 أبريل 2012، بين جولتي الانتخابات الرئاسية المتنازع عليها، احتل الجنود محطة الإذاعة الوطنية، ومقر الحزب الأفريقي لاستقلال غينيا والرأس الأخضر، وهاجمت القذائف مقر رئيس الوزراء كارلوس جوميز جونيور المنتهية ولايته.
اعتقل المجلس العسكري في البداية مرشحي الجولة الثانية والرئيس الحالي. وقال أعضاء المجلس العسكري، الذي أدار البلاد حتى إنشاء المجلس الوطني الانتقالي المؤقت في 15 أبريل، إن أحد أسباب الانقلاب كان دعوة الإدارة المدنية الحالية لتسليح القوات المسلحة الأنغولية تمهيدا للقضاء على جيش غينيا بيساو. · 

## بعد الانقلاب
خلّف الانقلاب إدانة دولية وعقوبات ضد قادة المجلس العسكري، حيث أدان الرئيس البرتغالي أنيبال كافاكو سيلفا الانقلاب بشدة، وطالب القيادة العسكرية بالإفراج الفوري عن السياسيين المعتقلين. · . فيما طالبت الولايات المتحدة في بيان صادر عن السفارة الأمريكية في داكار، «بإلقاء الانقلابيين أسلحتهم واستعادة السلطة المدنية الشرعية». كما علّق الاتحاد الأفريقي عضوية غينيا بيساو في 17 أبريل 2012.
تم التوقيع في النهاية على اتفاق أدى إلى اختيار مرشح المركز الثالث في الانتخابات، مانويل سيريفو ناماجو، رئيسا مؤقتا للبلاد. تم تأجيل الانتخابات الرئاسية لمدة عامين. وتم تكليف حكومة مؤقتة بإدارة غينيا بيساو في غضون ذلك.